# Chung-kchou
Městský obvod Chung-kchou (čínsky v českém přepisu Chung-kchou čchü, pchin-jinem Hóngkǒu Qū, znaky zjednodušené 虹口区, tradiční 虹口區) je jeden z městských obvodů v Šanghaji, jednom z největších měst Čínské lidové republiky. Má plochu přibližně 23,5 čtverečního kilometru a k roku 2003 v něm žilo bezmála 800 tisíc obyvatel.

## Poloha

Chung-kchou na plánku Šanghaje

Chung-kchou leží na levém, západním břehu Chuang-pchu-ťiang a patří do historického jádra Šanghaje zvaného Pchu-si. Na jihu hraničí s obvodem Chuang-pchu, na západě s Ťing-anem, na severu s Pao-šanem, na východě s Jang-pchu a na jihovýchodě přes Chuang-pchu-ťiang s Pchu-tungem.